# Cerezo, Cáceres
Cerezo, Cáceres là một đô thị trong tỉnh Cáceres, Tây Ban Nha. Đô thị này có diện tích là 18,14 ki-lô-mét vuông, dân số năm 2009 là 190 người với mật độ 10,47 người/km². Đô thị này có cự ly km so với tỉnh lỵ Cáceres.

## Biến động nhân khẩu
| 2001 | 2002 | 2003 | 2004 | 2005 | 2006 |
| ---- | ---- | ---- | ---- | ---- | ---- |
| 227  | 217  | 210  | 203  | 198  | 196  |